# 홍만표
홍만표(洪滿杓, 1959년 6월 9일~)는 대한민국의 검사 출신의 변호사이다. 강원 삼척 출생이다.

## 생애
강원도 삼척군에서 태어나 대일고등학교와 성균관대학교를 졸업하고 1985년 제27회 사법시험에 합격하고 1988년 사법연수원 17기를 수료했다. 1991년 부산지검 울산지청 검사를 시작으로 서울지검 의정부지청 검사를 거쳐 서울지검 특수부 등을 거쳐 특수통 검사로 활약하다가 이명박 정부가 출범하면서 법무부 대변인을 맡고 이듬해인 2009년 2월 정기인사에서 대검찰청 중앙수사부 수사기획관을 맡으면서 이인규 중앙수사부장의 지휘를 받아  노무현 전 대통령에 대한 수사를 진행하였으며 이때 피의사실을 공표하는 등의 무리한 수사를 이유로 논란이 있었지만 피의사건에 대해 검찰이 불기소처분했다. 노무현 전 대통령이 검찰에 출석할 때 창밖을 바라보면서 웃고 있는 모습이 보도되면서 논란이 있었다. 노무현 서거 이후 2009년 8월 검사장으로 승진했고 서울고검 송무부장과 대검찰청 기획조정부장을 거쳐 2011년 9월 변호사 개업 이후 정운호 게이트에 연루되어 변호사법 위반과 탈세혐의로 수사를 받았다. 수임료를 탈세한 의혹에 대해 "퇴임 이후에 변호사로서 주말이나 밤늦게 열심히 일하다 보니 다소 불찰이 있었던 건 사실이다"고 말하면서 혐의를 인정하였으나 나머지 혐의에 대해선 모두 부인했다. 검찰은 변호사법 위반 및 탈세 등 혐의의 피의자 신분으로 홍만표를 소환해 17시간동안 조사했고 일부 혐의를 인정했다.
2015년 7~10월 원정도박 혐의로 검찰 조사를 받은 정운호에게서 수사기관 구명 로비 등 명목으로 3억원을 받고 2011년 서울메트로 매장 임대사업 관련하여 서울메트로와 서울시 관계자에 대해 청탁 명목으로 2억원을 받은 혐의와 함께 2011년 9월 변호사 개업 이후 수임 내역을 축소 신고하는 등 세금 15억여원을 내지 않은 혐의로 구속기소된 홍만표에 대해 서울중앙지법 형사합의21부(김도형 부장판사)는 "개업축하금이나 제3자의 형사사건 변호사비로 보기 어렵고 서울메트로 매장 사업과 관련한 청탁 대가로 볼 수 있다"며 징역 3년의 실형과 추징금 5억원을 선고했다. 법률은 조세포탈 금액이 10억원이상에 대해 무기징역 또는 5년이상 징역을 선고하도록 규정하고 있다.  서울고법 형사4부(재판장 김문석)는 특정범죄가중처벌에관한법의 조세포탈 및 변호사법 위반 등 혐의로 구속기소된 홍만표에 대한 항소심에서 “피고인이 공공의 이익을 위해 노력하고 공공성을 지녀야 할 법률 전문가로서의 윤리를 저버린 채 개인적 영리만 추구했다”는 이유로 징역2년과 추징금 2억원을 선고했다. 함께 기소된 법무법인에는 벌금 1000만원을 선고했다. 대법원은 상고를 기각해 판결을 확정했다.